# Związek Polaków w Rumunii

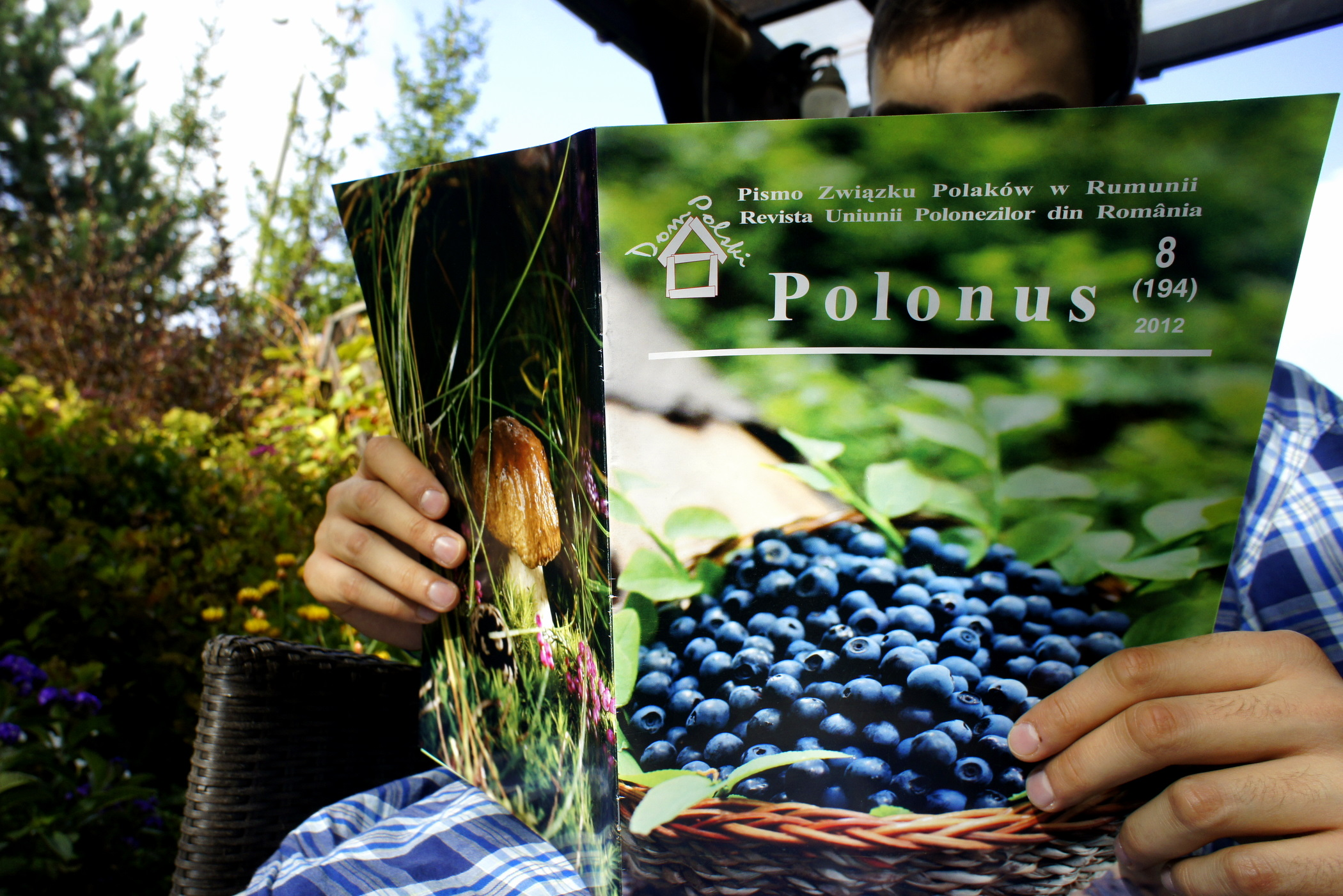
„Polonus”, pismo Związku Polaków w Rumunii

Związek Polaków w Rumunii (ZPwR) – stowarzyszenie Polonii w Rumunii założone 16 marca 1990 roku w Suczawie. Zrzesza 14 lokalnych stowarzyszeń a jego siedzibą jest Dom Polski w Suczawie. Poza Suczawą Domy Polskie działają w Bukareszcie, Rudzie, Nowym Sołońcu, Kaczyce, Pojanie Mikuli, Păltinoasie i Pleszy. Od 2002 prezesem stowarzyszenia jest Gerwazy Longher.

## Prezesi
- Antoni Rojowski[2][3] (1991-1994)
- Jan Piotr Babiasz (1994-2002)
- Gerwazy Longher (2002- )